# Câmpia Turzii
Câmpia Turzii (in ungherese Aranyosgyéres, in tedesco Jerischmarkt o Gieresch) è un municipio della Romania di 26394 abitanti (dati 2009), ubicato nel distretto di Cluj, nella regione storica della Transilvania.
È situata sulle rive del fiume Arieṣ ed è l'unione (avvenuta nel 1925) dei villaggi Ghiriṣ-Arieṣ e Ghiriṣ-Sâncrai.

## Storia
I primi ritrovamenti di manufatti umani risalgono all'epoca neolitica (6500- 3000 a.C.) e consistono in oggetti di pietra scolpita, ritrovati vicino al fiume.
Di epoca del bronzo (1900-1700 a.C.) è una tomba scoperta nel 1967 vicino alla cabina di trasformazione elettrica della CFR. 50 metri di diametro e 2 metri di altezza con un scheletro di uomo all'interno, probabilmente un capo tribu' del tempo. 
Ci sono trascurabili ritrovamenti di epoca Dacica e Romana, sebbene la città sorga su una strada romana che portava alle miniere di sale (oggi Ocna Mureș e la città di Potaissa (oggi Turda) sia poco distante.
Il 9 agosto 1601, presso Câmpia Turzii, mercenari valloni al comando del generale asburgico Giorgio Basta assassinarono il potente voivoda di Valacchia Michele il Coraggioso, celebrato dalla storiografia romena quale primo sovrano unificatore dei Principati danubiani oggi componenti lo stato romeno: Valacchia, Transilvania e Moldavia.

## Società

### Evoluzione demografica
Evoluzione della popolazione nei censimenti:
In tabella l'evoluzione del numero di abitanti e rispettive etnie nel corso del tempo: